# Sbor Jednoty bratrské v Novém Městě pod Smrkem
Sbor Jednoty bratrské v Novém Městě pod Smrkem je jedním ze sborů této církve ve Frýdlantském výběžku na severu Libereckého kraje České republiky. V čele sboru stojí administrátor a kazatel Jaroslav Froněk.

## Historie
V Novém Městě pod Smrkem existovala kazatelská stanice. Nezávisle na ní vzniklo roku 1993 dvojsboří, do kterého vedle novoměstského sboru patřil ještě také sbor ve Frýdlantě. O čtyři roky později (1997) se však sbor v Novém Městě osamostatnil.
Ke svým bohoslužbám a programům během týdne se členové sboru scházeli ve sborovém domě v novoměstské Kmochově ulici číslo popisné 682, který však později odprodali pro jeho nepotřebnost. Ke svým shromážděním tak využívají prostory někdejšího městského kina ve Švermově ulici, v domě číslo popisné 853 pojmenovaném „J-centrum“. Prostory tohoto objektu využívá také roku 2011 ustavený samostatný sbor Nevo Dživipen zaměřující se na práci s Romy.